# سام ريتش
سام ريتش (بالإنجليزية: Samuel Reich)‏ هو منتج تلفزيوني أمريكي، ولد في 22 يوليو 1984 في بوسطن في الولايات المتحدة.

## روابط خارجية
- سام ريتش على موقع IMDb (الإنجليزية)
- سام ريتش على موقع قاعدة بيانات الفيلم (الإنجليزية)